# Пейен, Чомин
Доминик (Чомин) Пейен Каррикабуру (баск. Txomin Peillen Karrikaburu; фамилия также встречается в написании Peilhen; 17 ноября 1932, Париж — 9 декабря 2022, Камбо-ле-Бен) — баскский писатель (прозаик и поэт), лингвист, этнограф, биолог, преподаватель, политик. Член Эускальцайндии.

## Биография
Родился в Париже в семье выходцев из провинции Суль. При рождении получил имя Доминик. В возрасте пятнадцати (по другим данным шестнадцати) лет начал изучать баскский язык и взял имя Чомин.
Рукопись его первого известного литературного произведения датируется 1953 годом, хотя есть свидетельства, что он начал писать раньше. В университете изучал биологию, затем преподавал её в лицее. Одновременно был преподавателем баскского языка в лицее Лавуазье. 17 ноября 1961 года был избран членом-корреспондентом Эускальцайндии. Дружил с писателем Йоном Миранде, в 1962 году они основали журнал Igela.
Участвовал в Алжирской войне в качестве медбрата.
В 1964 году женился на Мари-Терезе Оливье. Детей в семье не было.
В 1981 году получил докторскую степень в университете Бордо, защитив диссертацию на тему «Баскская анатомическая лексика: морфология и семантика».
В 1982 году переехал в Байонну и приобрёл загородный дом в Сент-Анграсе, где занимался этнографическими исследованиями.
29 апреля 1988 года был избран действительным членом Эускальцайндии. 30 ноября 2007 года получил статус заслуженного академика в связи с достижением 75-летнего возраста.
Был кандидатом от Eusko Alkartasuna на выборах в генеральный совет 1993 и 1997 годов.
Опубликовал около сорока книг на баскском, три на французском, одну на испанском, а также около ста научных статей.
Умер в Камбо-ле-Бен 9 декабря 2022 года в возрасте 90 лет. Похоронен в Лик-Атере.

## Произведения
- Gauaz ibiltzen dana (1967, Itxaropena)
- Itzal gorria (1972, Itxaropena)
- Gatu beltza (1973, Gero)
- Errotaria Errege (1979, Hordago)
- Buffalo Billen abentura (1979, Hordago)
- Mirko printzea (1979, Hordago)
- Atxorra eta altximia (1982, Hordago)
- Aldjezairia askatuta (1982, Hordago)
- Aintza txerriari! (1986, Elkar)
- Kristina Bolsward (1991, Leopoldo Zugaza)
- Alarguntsa beltza (2001, Hiria)
- Ale gorriak (2001, Hiria)
- Ale berdeak (2001, Dakit argitaldaria)
- Mende joanaz (2003, Maiatz)
- Jan Dabrowski (2013, Utriusque Vasconiae)
- Nina Waita : arupu baten itzalean (2015, Utrisque Vasconiae)
- Zaldi beltzak zeruan (2018, Pamiela)[11]

## Награды
- 1964 — премия Агирре за роман Gauez ibiltzen dena[5].
- 1967 — премия Агирре за роман Itzal gorria[5].
- 2009 — премия Мануэля Лекуоны[6].